# Падение Ангела
«Падение Ангела» (англ. Angel Has Fallen) — остросюжетный боевик режиссёра Рика Романа Во, триквел фильма «Падение Олимпа». В главных ролях — Джерард Батлер, Морган Фримен и Дэнни Хьюстон.
Премьера в США состоялась 23 августа 2019 года, в России 22 августа.

## Сюжет
После событий в Лондоне прошло три года. Глава секретной службы Дэвид Джентри собирается уйти в отставку, и одним из его потенциальных преемников является Майк Бэннинг. С недавних пор у Бэннинга начались проблемы со здоровьем, и поэтому он не уверен, что согласится принять должность. В начале фильма Бэннинг участвует в тренировочном бою вместе с бойцами частной военной компании Salient Global, которую возглавляет его сослуживец Уэйд Дженнингс, после чего Бэннинг приглашает его к себе в гости.
Через несколько дней президент Аллан Трамбулл выбирается на рыбалку, где его охраняют Бэннинг и несколько десятков других агентов. Трамбулл сообщает Бэннингу, что принял решение назначить его главой секретной службы, и Майк соглашается, не упоминая проблем со здоровьем. После этого на президента и его охрану нападают многочисленные дроны. В результате все агенты охраны погибают, но Бэннинг вместе с президентом спасаются. Очнувшись в больнице, Бэннинг обнаруживает себя прикованным наручниками к больничной койке.
Агент ФБР Хелен Томпсон сообщает ему, что президент находится в коме, а сам Бэннинг обвиняется в организации покушения на него. Агенты ФБР нашли фургон, из которого велось управление дронами, а в нём улики, указывающие на Бэннинга. Кроме того, на банковском счету Бэннинга неизвестно откуда появились 10 миллионов долларов.
Бэннинга арестовывают и под конвоем отправляют в ФБР. По дороге на конвой нападают неизвестные, которые убивают всех агентов и похищают Бэннинга. В пути Бэннинг нападает на похитителей, в результате драки машина теряет управление и врезается в дерево. Сняв маску с одного из мёртвых похитителей, Бэннинг узнает в нем одного из бойцов, с которым вместе тренировался, и понимает, что его подставил Уэйд Дженнингс. С трудом оторвавшись от преследования, Бэннинг находит своего отца Клэя, ветерана войны во Вьетнаме, который теперь живет в лесной глуши. Вскоре их находят наёмники Дженнингса. Вдвоём отцу и сыну удается отбить нападение, после чего Бэннинг решает вернуться и разобраться с Дженнингсом.
В то же время раскрывается, что Дженнингс действует по приказу вице-президента Мартина Кирби, которого не устраивает текущее президентство Трамбулла. Тем временем агент Томпсон, обнаружив трупы наёмников, начинает подозревать Дженнингса, и отправляется поговорить с ним, но по прибытии Дженнингс убивает её, после чего решает окончательно разобраться с президентом. В то же время его люди приходят в дом к Бэннингу, чтобы похитить его жену, но появляется Клэй и убивает их.
Бэннинг в это время приходит в больницу, где сдаётся и требует разговора с президентом. Он убеждает президента в своей невиновности, а затем в больницу врываются наёмники во главе с Дженнингсом. Бэннинг вместе с другими агентами уводит президента в другое здание, где начинается перестрелка. В итоге все наёмники погибают, а Дженнингс убегает на крышу, чтобы улететь на вертолёте. В последний момент Бэннинг взрывает вертолет из гранатомёта, а затем в рукопашной схватке убивает Дженнингса.
В финале вице-президент арестован, Клэй налаживает отношения с сыном и его семьей. Бэннинг ещё раз решает уйти в отставку, но президент предлагает ему занять должность главы секретной службы, и Бэннинг, немного подумав, соглашается.

## В ролях
| Актёр              | Роль                                           |
| ------------------ | ---------------------------------------------- |
| Джерард Батлер     | агент Секретной службы США Майк Бэннинг        |
| Морган Фримен      | Президент США Аллан Трамбулл                   |
| Дэнни Хьюстон      | Глава технологической компании Уэйд Дженнингс  |
| Майкл Лэндес       | Глава администрации президента США Сэм Уилкокс |
| Ник Нолти          | Клэй Бэннинг                                   |
| Пайпер Перабо      | Лия Бэннинг                                    |
| Джада Пинкетт-Смит | агент ФБР Хелен Томпсон                        |
| Тим Блейк Нельсон  | Вице-президент США Мартин Кирби                |
| Ланс Реддик        | Директор Секретной службы США Дэвид Джентри    |
| Фредерик Шмидт     | правая рука Дженнингса Трэвис Коул             |
| Джозеф Миллсон     | агент ФБР Рамирез                              |
| Ори Феффер         | агент Секретной службы США Мёрфи               |
| Марк Арнольд       | Директор ЦРУ Джеймс Хаскелл                    |
| Крис Браунинг      | ополченец                                      |

## Создание
28 октября 2016 года было объявлено, что сиквел под названием «Падение Ангела» находится в стадии разработки, и Джерард Батлер снова сыграет свою роль, а также снова станет продюсером фильма.
25 июля 2017 года Рик Роман Во был объявлен режиссером фильма. 10 января 2018 года Холт Маккаллани присоединился к актерскому составу в роли главного антагониста Уэйда Дженнингса, бывшего военного, ставшего главой технологической компании. 18 января 2018 года было объявлено о появлении в фильме Джады Пинкетт Смит и Тима Блейка Нельсона. В этот же день было сообщено, что съемки начнутся 7 февраля 2018 года. 13 февраля 2018 года Пайпер Перабо присоединилась к актерскому составу в роли жены главного героя, которую в первых двух фильмах играла Рада Митчелл. 12 марта 2018 года Лэнс Реддик присоединился к актерскому составу в качестве директора секретной службы Джентри. 21 марта 2018 года в фильм был добавлен Майкл Ландес для исполнения роли начальника штаба Белого дома Сэма Уилкокса. 22 января 2019 года Дэвид Бакли был объявлен композитором фильма, заменив Тревора Морриса, который написал музыку к двум предыдущим фильмам.
Съёмки фильма «Падение Ангела» проходили в Уотер Лейк, Вирджиния, а также в Великобритании и Болгарии. Холту Маккллани пришлось отказаться от своей роли в фильме из-за конфликтов с графиком съёмок в теле-сериале Охотник за разумом, и его заменил Дэнни Хьюстон.